# Liste der Monuments historiques in Fontain
Die Liste der Monuments historiques in Fontain führt die Monuments historiques in der französischen Gemeinde Fontain auf.

## Liste der Immobilien
| Bezeichnung | Beschreibung                | Standort                                | Kennzeichnung | Schutzstatus | Datum | Bild |
| ----------- | --------------------------- | --------------------------------------- | ------------- | ------------ | ----- | ---- |
| Festes Haus | mittelalterliche Burgstelle | Fontain, rue de la Motte féodale (Lage) | PA00101646    | Inscrit      | 1982  |      |

## Liste der Objekte
| Bezeichnung                                      | Beschreibung | Standort                                  | Kennzeichnung | Schutzstatus | Datum | Bild |
| ------------------------------------------------ | --- | ----------------------------------------- | ------------- | ------------ | ----- | ---- |
| Skulptur Heiliger Gangolf                        | Holz, farbig gefasst, 16. Jahrhundert | Arguel, in der Kirche St-Hippolyte (Lage) | PM25000050    | Classé       | 1909  |      |
| Skulptur Johannes der Täufer                     | Holz, farbig gefasst, 16. Jahrhundert | Arguel, in der Kirche St-Hippolyte (Lage) | PM25000051    | Classé       | 1909  |      |
| Skulptur Heilige Katharina                       | Holz, farbig gefasst, 16. Jahrhundert | Arguel, in der Kirche St-Hippolyte (Lage) | PM25000052    | Classé       | 1909  |      |
| Skulptur Heiliger Werner von Oberwesel           | Holz, vergoldet, 18. Jahrhundert | Arguel, in der Kirche St-Hippolyte (Lage) | PM25000053    | Classé       | 1927  |      |
| Skulptur Madonna mit Kind                        | Holz, farbig gefasst, 16. oder 17. Jahrhundert | Arguel, in der Kirche St-Hippolyte (Lage) | PM25001833    | Inscrit      | 1975  |      |
| Skulptur Johannes der Täufer                     | Holz, farbig gefasst, 16. oder 17. Jahrhundert | Arguel, in der Kirche St-Hippolyte (Lage) | PM25001834    | Inscrit      | 1975  |      |
| Skulptur Heiliger Antonius der Große             | Holz, farbig gefasst, 16. oder 17. Jahrhundert | Arguel, in der Kirche St-Hippolyte (Lage) | PM25001835    | Inscrit      | 1975  |      |
| Skulptur Petrus                                  | Holz, farbig gefasst, 18. Jahrhundert | Arguel, in der Kirche St-Hippolyte (Lage) | PM25001836    | Inscrit      | 1975  |      |
| Skulptur Paulus                                  | Holz, farbig gefasst, 18. Jahrhundert | Arguel, in der Kirche St-Hippolyte (Lage) | PM25001837    | Inscrit      | 1975  |      |
| Hauptaltar                                       | Altartisch, Altaraufbau, Tabernakel, Retabel und drei Gemälde; Holz und Stuck, farbig gefasst und vergoldet, Ölfarbe auf Leinwand, 18. Jahrhundert | Fontain, in der Kirche St-Pierre (Lage)   | PM25001658    | Classé       | 1982  |      |
| Vier Altarleuchter                               | Holz, vergoldet, 18. Jahrhundert | Fontain, in der Kirche St-Pierre (Lage)   | PM25000716    | Classé       | 1982  |      |
| Maria-Rosenkranz-Altar                           | linker Seitenaltar; Altartisch, Retabel und Gemälde; Holz und Stuck, farbig gefasst und vergoldet, Ölfarbe auf Leinwand, 18. Jahrhundert           | Fontain, in der Kirche St-Pierre (Lage)   | PM25000718    | Classé       | 1982  |      |
| Kommunionbank                                    | Schmiedeeisen, 18. Jahrhundert | Fontain, in der Kirche St-Pierre (Lage)   | PM25000719    | Classé       | 1982  |      |
| Kanzel                                           | Holz, farbig gefasst, 18. Jahrhundert | Fontain, in der Kirche St-Pierre (Lage)   | PM25000720    | Classé       | 1982  |      |
| Gemälde Heiliger Werner von Oberwesel            | Ölfarbe auf Leinwand, vergoldeter Holzrahmen, 18. Jahrhundert                                                                                      | Fontain, in der Kirche St-Pierre (Lage)   | PM25000721    | Classé       | 1982  |      |
| Skulptur Christus in der Rast                    | Stein, farbig gefasst, Anfang des 17. Jahrhunderts; aus der Kapelle des Château de Gondenans-Montby; im Musée Comtois in Besançon deponiert        | Fontain, ehemals im Pfarrhaus (Lage)      | PM25002115    | Inscrit      | 1975  |      |
| Zwei Beichtstühle, zwei Retabel und zwei Gemälde | Holz, farbig gefasst, Ölfarbe auf Leinwand, 18. Jahrhundert                                                                                        | Fontain, in der Kirche St-Pierre (Lage)   | PM25002117    | Inscrit      | 1982  |      |
| Prozessionsstab Maria immacualta                 | Holz, vergoldet, 18. Jahrhundert | Fontain, in der Kirche St-Pierre (Lage)   | PM25002118    | Inscrit      | 1982  |      |
| Prozessionsstab Heiliger Werner von Oberwesel    | Holz, vergoldet, 18. Jahrhundert | Fontain, in der Kirche St-Pierre (Lage)   | PM25002119    | Inscrit      | 1982  |      |
| Prozessionsstab Unterweisung Mariens             | Holz, vergoldet, 18. Jahrhundert | Fontain, in der Kirche St-Pierre (Lage)   | PM25002120    | Inscrit      | 1982  |      |
| Prozessionsstab Herz Jesu                        | Holz, vergoldet, 18. Jahrhundert | Fontain, in der Kirche St-Pierre (Lage)   | PM25002121    | Inscrit      | 1982  |      |
| Josefsaltar                                      | rechter Seitenaltar; Altartisch, Retabel und Gemälde; Holz und Stuck, farbig gefasst und vergoldet, Ölfarbe auf Leinwand, 18. Jahrhundert          | Fontain, in der Kirche St-Pierre (Lage)   | PM25000717    | Classé       | 1982  |      |